# 坂東希
坂東 希（ばんどう のぞみ、1997年9月4日 - ）は、日本の女優、ファッションモデル、ダンサー。Flower、E-girlsの元メンバー。東京都出身。

## 略歴
3歳からクラシックバレエを始める。小学4年の時にお台場でスカウトされEXPG東京校に通い始める。
2011年、「VOCAL BATTLE AUDITION 3」のダンスパフォーマンス部門に合格し、Flower、E-girlsに加入する。ボーカル部門も参加していたが1次審査で落選した。
2012年7月、関西テレビ系『GTO』にて女優デビュー。
2022年12月31日、14年間所属したLDH JAPANを退社した。
2023年2月12日、芸能事務所ステッカー所属となったことが発表された。

### モデル
2010年から女子中学生向けファッション雑誌『Hana*chu→』の専属モデルとして活動。同誌は2011年5月号で休刊となった。
2011年8月、女子中高生向けファッション雑誌『Seventeen』のオーディションで「ミスセブンティーン2011」に選ばれ、同年10月号から同誌の専属モデルとして活動。2015年4月号で同誌を卒業した。

## 人物
- 兄が1人いる[9]。
- 高校の同級生に女優の杉咲花がいる[10]。

## 出演

### テレビドラマ
- GTO（2012年7月 - 9月、関西テレビ） - 常盤愛 役[11]
  - 秋も鬼暴れスペシャル（2012年10月2日） [11]
  - 正月スペシャル! 冬休みも熱血授業だ（2013年1月2日）[11]
  - 完結編 〜さらば鬼塚! 卒業スペシャル（2013年4月2日）[11]
- 恋文日和 第9話「METAL MOON」（2014年3月4日、日本テレビ） - 主演・瀬々 役[12]
- ビンタ!〜弁護士事務員ミノワが愛で解決します〜 第11話（2014年12月11日、読売テレビ） - 青山雅美 役[13]
- HiGH&LOW〜THE STORY OF S.W.O.R.D.〜（2015年10月 - 12月、日本テレビ） - 伊集院仁花 役[14]
  - HiGH&LOW Season2（2016年4月 - 6月）[14]
- 八王子ゾンビーズ 第1話（2020年1月 - 2月、TOKYO MX）
- 西荻窪 三ツ星洋酒堂 第5話（2021年2月 - 3月、MBS） - 小林美咲 役
- 警視庁ゼロ係〜生活安全課なんでも相談室〜 SEASON5 第5話（2021年5月28日 、テレビ東京） - 工藤愛美 役
- プロミス・シンデレラ（2021年7月 - 9月、TBS） - 芦田里奈 役[15]
- 君があざとくて何が悪いの? 〜僕らの恋日記〜（2022年4月 - 5月、テレビ朝日） - サヤカ 役[16]
- テッパチ! 第5話（2022年8月3日、フジテレビ） - 石崎奈央 役[17]
- 駐在刑事SP 2022（2022年10月17日、テレビ東京） - 須藤アリサ 役
- かしましめし 第4話 - 最終話（2023年5月1日 - 5月29日、テレビ東京） - 土屋 役[18]
- 嘘解きレトリック 第7話（2024年11月18日、フジテレビ）[19]
- カプカプ 第1話（2024年11月28日、テレビ東京） - リン 役[20]
- 私の町の千葉くんは。 第10話（2024年12月11日、テレビ東京） - アヤメ 役
- 最高のオバハン中島ハルコ〜マダム・イン・ちょこっとだけバンコク〜（2025年1月4日 - 3月15日、東海テレビ・フジテレビ） - 鶴岡芽衣 役[21]
- ホットスポット 第1話（2025年1月12日、日本テレビ）
- 日本一の最低男 ※私の家族はニセモノだった 第5話（2025年2月6日、フジテレビ） - 流川ルミ 役[22]
- 家政夫のミタゾノ 第7シーズン 第7話（2025年2月25日、テレビ朝日） - 藤堂アキ 役[23]

### 配信
- 港区女子（2022年）[24]
- 韓国ドラマな恋がしたい（2023年11月28日 - 12月26日、全12回、Netflix）[25]
- プロ彼女の条件 芸能人と結婚したい女たち（2024年4月23日、BUMP）- 主演・宮近京香 役[26][27]
- ショートフィルム「フレームを外れたところ…」- あみ役（2024年8月25日、Amazon Prime Video）

### 映画
- HiGH&LOW（2016年 - 2017年） - 伊集院仁花 役[14]
  - ROAD TO HiGH&LOW（2016年）[14]
  - HiGH&LOW THE MOVIE（2016年）[14]
  - HiGH&LOW THE RED RAIN（2016年）[14]
  - HiGH&LOW THE MOVIE 2（2017年）[14]
- 虹色デイズ（2018年） - 千葉黎子 役[28]
- 3人の信長（2019年） - 朽木ハル 役[29]
- 八王子ゾンビーズ（2020年） - 水刃 役[30]
- ダンシング・マリー（2021年） - マリー 役[31]
- 正欲（2023年） - 高見優芽 役[32]
- 芋虫女の恋- 野崎すみれ役（2024年）
- プロジェクト・カグヤ（2025年公開予定） - カグヤ 役[33]

### 短編映画
- ウタモノガタリ -CINEMA FIGHTERS project-「Kuu」（2018年） - テン 役

### 舞台
- BOOK ACT「芸人交換日記」（2020年2月）[34]
- This is a お感情博士!（2021年6月）[35]
- 蓬莱竜太プロデュース アンカル『昼下がりの思春期たちは漂う狼のようだ』（2023年6月）- 徳永アズサ役
- 蓬莱竜太・作演出『消えていくなら朝』（2025年7月） - 才谷レイ 役[36]

### ラジオドラマ
- OH! HAPPY STYLE"にて実話を元にしたラジオドラマ『JICA TRUE STORY～不破直伸・Project NINJA～』(全7回)（2022年4月18日、JNF）[37]

### CM
- ミスタードーナツ
  - 「Tap! Tap! Tapioca!」（2019年）
  - 「コットンスノーキャンディ」（2019年）
- 洋服の青山（2019年）[38]
- ラクスル（2024年）

### ミュージックビデオ
- Love「片思い」（2010年）[要出典]
- ケツメイシ「青空」（2021年）
- 絢香「キンモクセイ」（2021年）[39]

### ランウェイ
- 東京ガールズコレクション
  - 東京ガールズコレクション 2011 AUTUMN/WINTER（2011年）[要出典]
  - 東京ガールズコレクション 2013 SPRING/SUMMER（2013年）[40]
  - 東京ガールズコレクション 2018 SPRING/SUMMER（2018年）[41]
  - 東京ガールズコレクション しずおか 2019（2019年）[42]
  - 東京ガールズコレクション 富山 2019（2019）[43]
  - 東京ガールズコレクション 2019 AUTUMN/WINTER（2019年）[44]
  - 東京ガールズコレクション 北九州 2019（2019）[45]
  - 東京ガールズコレクション しずおか 2020（2020年）[46]
- GirlsAward 2012 AUTUMN/WINTER（2012年）[47]
- 関西コレクション 2013 SPRING/SUMMER（2013年）[48]

## 書籍

### 雑誌連載
- Hana*chu→（2010年4月号 - 2011年5月号、主婦の友社） - 専属モデル[要出典]
- Seventeen（2011年10月号 - 2015年4月号、集英社） - 専属モデル[2]